# Nenê (Fußballspieler, 1981)
Anderson Luiz de Carvalho, besser bekannt als Nenê (* 19. Juli 1981 in Jundiaí) ist ein spanisch-brasilianischer Fußballspieler, der momentan für den CR Vasco da Gama aus Rio de Janeiro spielt. Der Linksfuß ist sowohl für seine Dribbelstärke als auch für gefährliche Freistöße bekannt.

## Karriere

### Im Verein
Seine professionelle Karriere begann Nenê 1999 beim brasilianischen Verein Paulista FC aus der Stadt Jundiaí (Bundesstaat São Paulo). Vorher verbrachte er ein Jahr in Portugal in der Jugendakademie von Sporting Lissabon. 2001 schloss er sich dem Palmeiras São Paulo an, wo er – meist als Einwechselspieler – in 24 Ligaspielen fünf Tore erzielte. Bereits nach einem Jahr erfolgte der Wechsel zum Ligarivalen FC Santos, wo er auf die Mitspieler Robinho, Diego und Elano traf, die später in Europa Karriere machen sollten. Auch Nenê rückte in den Blickpunkt europäischer Clubs, nachdem er in nur neun Spielen acht Tore erzielte.
So wechselte er 2003 auf Leihbasis zum spanischen Verein RCD Mallorca. Obwohl er mit neun Toren in 29 Einsätzen zu den Leistungsträgern gehörte, zog Mallorca nicht die vereinbarte Kaufoption. Trotzdem hatte er mit starken Leistungen in Spanien für Aufsehen gesorgt und daher verpflichtete Deportivo Alavés den Brasilianer, nachdem die Leihe ausgelaufen war. Auch bei Alavés präsentierte er sich mit starken Leistungen.
Im Sommer 2006 wurde Nenê von Celta Vigo für vier Millionen Euro verpflichtet. Nach einer starken Saison mit neun Toren unterschrieb er 2007 beim AS Monaco; die Monegassen mussten dafür eine Ablöse von sechs Millionen Euro an die Spanier zahlen. Nach einer mäßigen Saison in der französischen Ligue 1 wechselte Nenê wieder zurück nach Spanien, wo er sich für eine Leihdauer von einem Jahr Espanyol Barcelona anschloss. Die vereinbarte Kaufoption wurde nicht gezogen, weshalb er 2009 zum AS Monaco zurückkehrte. 2009/10 war die beste Saison des schnellen Dribblers, ihm gelangen 14 Ligatore.
2010 wechselte er gegen eine Ablösesumme von 5,5 Millionen Euro zum französischen Hauptstadtklub Paris Saint-Germain. Er startete mit sieben Treffern und überzeugenden Auftritten (vor allem in der Europa League) überragend in die Saison 2010/11. Nenê wurde in der Spielzeit 2011/12 mit 21 erzielten Toren neben dem Spieler Olivier Giroud französischer Torschützenkönig. Nachdem der Verein in der Sommerpause viel Geld für neue Spieler investierte, wurde Nenê in der Hinrunde Saison 2012/13 zum Ersatzspieler.
Am 15. Januar 2013 wechselte Nenê in die katarische Stars League zum al-Gharafa Sports Club. Fußballerisch lief es in Katar ausgezeichnet für den Brasilianer. Er war seit dem Zeitpunkt seines Wechsels Leistungsträger und wurde außerdem zum Spielfühler von al-Gharafa ernannt. Negative Schlagzeilen machte er, als er in der Partie gegen den Ligakonkurrenten al-Arabi in eine Auseinandersetzung mit dem ebenfalls europaerfahrenen Marokkaner Houssine Kharja geriet. Kharja hatte Nenes Dribblings mehrfach mit Fouls unterbunden, worauf Nene sich provozieren ließ und Kharja einen Faustschlag gegen den Kopf verpasste. In der darauffolgenden Rudelbildung wurde Nene von Kharja angesprungen.
Nachdem sein Vertrag in Katar Anfang 2015 ausgelaufen war, schloss er sich ablösefrei dem englischen Erstligisten West Ham United an, der seine erste Station in der englischen Premier League darstellt. Jedoch kam Nenê aufgrund von Formschwäche nur acht Mal zum Einsatz bei West Ham, wobei er nie in der Startelf stand. Nach der Saison 2014/15 ging zurück nach Brasilien. Hier schloss er sich zunächst für zweieinhalb Jahre dem CR Vasco da Gama an. Anfang des Jahres 2018 wechselte er zum FC São Paulo und im Juli 2019 zu Fluminense Rio de Janeiro.
Im September 2021 kündigte Nenê seinen Vertrag bei Fluminense und kehrte er im selben Monat zu Vasco da Gama zurück.

### In der Nationalmannschaft
2003 bestritt Nenê vier Spiele für die Brasilianische U23-Nationalmannschaft. 2010 stand er im erweiterten Kader Spaniens für die Fußball-Weltmeisterschaft 2010 in Südafrika. Spaniens Trainer Vicente del Bosque stellte ihm einen Einsatz für die spanische Fußballnationalmannschaft in Aussicht.

## Erfolge
Vasco da Gama
- Staatsmeisterschaft von Rio de Janeiro: 2016

Fluminense
- Taça Rio: 2020

## Auszeichnungen
- Spieler des Monats der Ligue 1: Dezember 2010, Oktober 2011
- Torschützenkönig der franz. Ligue 1: 2012
- Prêmio Craque do Brasileirão: 2015 – Liebling der Fans
- Copa do Brasil: Torschützenkönig 2020